# Ivar Eriksson
Ivar Eriksson (1909. december 25. – 1997. április 12.), svéd válogatott labdarúgó.